# محمد الصيفي
الشيخ محمد الصيفي (1885 - 25 سبتمبر 1955) قارئ قرآن مصري ويعد أحد أعلام هذا المجال البارزين، من مواليد قرية البرادعة، بمحافظة القليوبية. كان من أوائل من قرأ القران في الإذاعة المصرية مع إنشائها عام 1934م. حفظ القران وأتقن القراءات ويُعتبر حجة فيها، وحصل على عالمية الأزهر.
قرأ في الإذاعة منذ سني عمرها الأولى، وكان قارئاً لمسجد السيدة فاطمة النبوية بالقاهرة، ثم انتقل عام 1946م إلى جامع الإمام الحسين خلفاً للشيخ علي محمود، يُعتبر الشيخ محمد الصيفي مدرسة متفردة في القراءة، ورحل إلي جوار ربه في 25 سبتمبر 1955م.

## نشأته ودراسته
في عام 1885م ولد الشيخ (محمد الصيفى) بقرية البرادعة بمحافظة القليوبية وحفظ القرآن الكريم على يد الشيخ (عبده حسين) ثم انتقل إلى القاهرة في عام 1904م وتعلم القراءات على يد الشيخ (عبد العزيز السحار) .
في عام 1910م تخرج في كلية الشريعة والقانون جامعة الأزهر .

## تلاوته القرآن
عاش في حى العباسية ، وبدأ حياته قارئاً للقرآن بمسجد فاطمة النبوية بالعباسية .
في أوائل العشرينيات انتشرت شهرته ، ويعد من أوائل الذين قرءوا القرآن الكريم بالإذاعة في شهر مايو عام 1934 .
شارك الشيخ (محمد الصيفي) في إحياء مأتم الزعيم الوطني (سعد زغلول) .
سجل للإذاعات الأجنبية ونذكر منها : صوت لندن ، وبرلين ، وموسكو .
لقب الشيخ الجليل بالقارئ العالم ، وخبير القراءات لأنه كان متفقها في الدين الإسلامى ، ولغة القرآن الكريم ، وقراءاته العشر الكبرى .
ذات مرة سُئل عن أحب الأصوات إلى قلبه ؟ فقال : الشيخ (محمد رفعت) موهبة من السماء ، والشيخ (على محمود) أحدث انقلاباً وتطوراُ في فن التواشيح والمدائح ، والشيخ (عبد العظيم زاهر) الصوت الباكى الذي يصل إلى القلوب مباشرة .. ثم قال : القراءة المطلوبة يجب أن يشترك في ترتيلها اللسان والعقل والقلب .
وكان المحامى الكبير (مكرم عبيد) يحرص على سماع الشيخ (محمد الصيفى) وذكر أنه تعلم القرآن الكريم بأحكامه الصحيحة على يد شيخ القراءة (محمد الصيفى) .

## عائلته
زوجته هي أخت المخرج إبراهيم عمارة، وله ابنان عملا في الإخراج السينمائي هما المخرج المعروف حسن الصيفي، وأخيه محمود الي عمل مساعداً للإخراج مع أخيه.